# SN 1996az
SN 1996az – supernowa odkryta 8 października 1996 roku w galaktyce A001510+0106. W momencie odkrycia miała maksymalną jasność 24,00m.